# Список персонажів «Claymore»
Це список пероснажів аніме та манґи Claymore.

## Головні герої

Клер

Лакі

### Клер
Клер (яп. クレア) - головна героїня аніме та манґи. Клеймор, що б'ється з йома та з власною спрагою прокинутися. 
Коли вона була ще маленькою дівчинкою, йома вбив та з'їв всю її сім'ю, перетворившись на її брата. Після того, як прислана Організацією клеймор вбила монстра, занімілу від цих події дівчинку вигнали з міста. Опинившись поза міськими стінами, Клер опинилася захопленою іншим йома, який використовував її як частину свого маскараду та як свою іграшку, періодично піддаючи катуванням. Клеймор на ім'я Тереза вбила йома, що мучив Клер, і та послідувала за Терезою. Спочатку Тереза презирливо ставилася до дівчинки, але поступово стала відчувати до неї симпатію та дозволила стати її супутницею. Рятуючи Клер від бандитів, Тереза порушила правило Організації - заборону для клеймор вбивати людей, і Організація винесла їй смертний вирок. Щоб вбити Терезу, одна з найбільш талановитих та перспективних молодих клеймор Прісцилла «прокинулася», перетворившись в монстра. Клер поклялась помститися Прісциллі і тому сама стала клейморою.
Клер має номер 47, що є найнижчим номером в табелі рангів, тобто вона є найслабшою зі всіх клеймор. З часом, розвиваючі свої та отримані від Терези здібності, та пробудивши свою суть йома, Клер вдається стати на один рівень з найсильнішими клейморами.
Сейю: Кувасіма Хоко

### Лакі
Лакі (яп. ラキ) - молодий хлопець, який залишився без сім'ї внаслідок нападу йома на його село. 
Коли Клер перемогла йома хлопчик опинився вигнаний з селища та залишений напризволяще. Клер пригадала як її саму колись вигнали зі свого селища і тому дозволила Лакі залишитися її супутником на правах похідного кухаря, сподіваючись залишити його в найближчому місті, але потім прив'язалася до нього.
Під час битви Клер з клейморою №4 Офелією, Лакі загубився. Намагаючись відшукати Клер, він зустрічає колишніх клеймор, а зараз пробуджених Іслі та Прісциллу, та вирішує подорожувати з ними.
Спочатку Лакі не має ніяких особливих здібностей, але, завдяки навчанню у Іслі, стає надприродно майстреним мечником. Так наприклад, він може, залишаючись людиною, битися на одному рівні з йома та клейморами.
Продовжує пошуки Клер, незважаючи на те, що навіть не знає чи жива вона.
Сейю: Мотокі Такаґі

## Тереза

Тереза «Квола Посмішка»

Тереза (яп. テレサ) - найсильніша клеймора свого часу, №1 в табелі рангів клеймор. Також відома під прізвиськом «Тереза Квола Посмішка» (яп. 微笑のテレサ) через свою звичку посміхатись, вбиваючі ворогів. Відрізнялася холодністю та жорстокістю, навіть в Організації клеймор мала репутацію «найстрашнішого зі всіх існюючих монстрів». Стала №1 після того як з легкістю розправилася з клеймор Розмарі, яка була №1 до неї.
Врятувала Клер від йома та поступово прив'язалася до неї. Рятуючи Клер від бандитів, Тереза порушила заборону для клеймор вбивати людей і за це була вбита клейморою Прісциллою.
Після смерті, частину її плоті та крові, в надії зберегти її унікальні здібності, було введено до тіла Клер.
Сейю: Ромі Ракі

## Прісцилла

Прісцилла

Прісцилла (яп. プリシラ) - №2 в табелі рангів. Була послана разом з групою інших клеймор, щоб вбити Терезу. В бою не розрахувала свої сили і перетворилася на монстра.
Сейю: Хісакава Ая